# 魚住陽子
魚住 陽子（うおずみ ようこ、本名: 加藤陽子、1951年10月23日 - 2021年8月22日）は、日本の小説家。

## 来歴
埼玉県小川町出身。埼玉県立小川高等学校卒業。紀伊國屋書店に勤務するかたわら、同人誌で詩を書く。池袋コミュニティ・カレッジの小説講座に通い、同人誌『こみゅにてぃ』に小説を発表。
1989年「静かな家」で芥川賞候補、「奇術師の家」で第1回朝日新人文学賞受賞、1991年「別々の皿」で芥川賞候補、「公園」で三島由紀夫賞候補、1993年「流れる家」で芥川賞候補。1996年『動く箱』で野間文芸新人賞候補。個人誌「花眼」を発行している。のちには俳人としても活動した。
2021年8月22日、腎不全のため死去。

## 著書
- 『奇術師の家』朝日新聞社 1990　のち文庫
  - （奇術師の家、静かな家（『こみゅにてぃ』25号）遠い庭、秋の棺）
- 『雪の絵』（1992年、新潮社）
  - （別々の皿、雪の絵、秋の指輪、雨の中で最初に濡れる）
- 『公園』（1992年、新潮社）
  - （6月、雨、あの人のいない日、夏の終わり、蝙蝠、はじまり）
- 『動く箱』（1995年、新潮社）
  - （動く箱、雨の箱、流れる家、敦子の二時間）
- 『水の出会う場所』駒草出版ダンク出版事業部 2014
- 『菜飯屋春秋』駒草出版 2015
- 『夢の家』駒草出版　2022